# 테라스 하우스

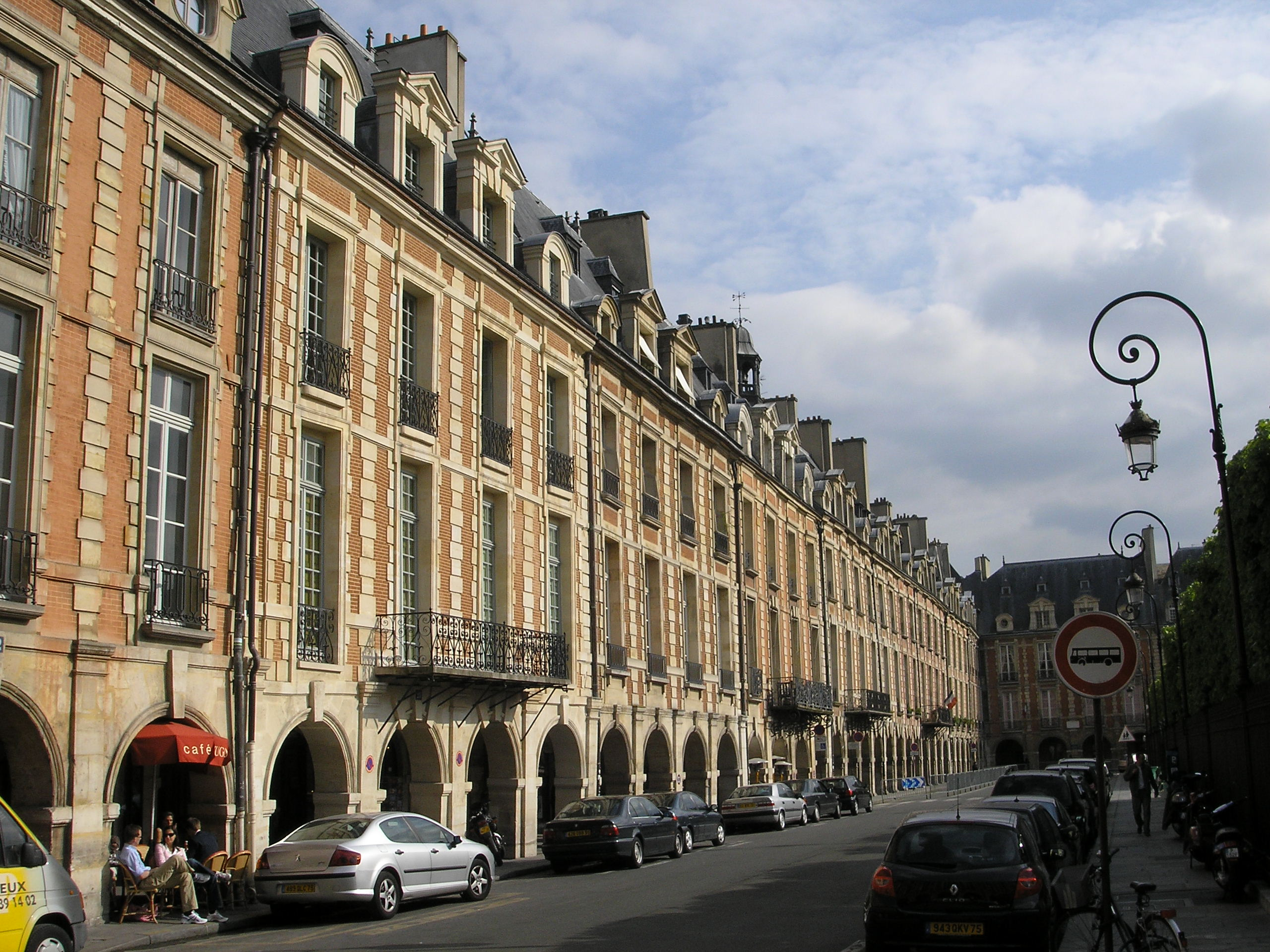
계단식 주택의 가장 초기 사례 중 하나인 파리의 보주 광장의 동쪽

테라스 하우스(terraced house)는 벽을 공유하는 여러 단독 주택을 연속적으로 모아놓은 저층 집합 주택을 말한다. 건축과 도시 계획에서 자주 사용되는 말로, 미국에서는 로 하우스(row house)라고 하는 경우가 많다. 위 같은 부분에는 방화에 취악할 수 있다.

## 같이 보기
- 반단독주택
- 타운하우스